# Hitomi Tokuhisaová
Hitomi Tokuhisaová (* 15. června 1982 Suwa) je bývalá japonská zápasnice – judistka.

## Sportovní kariéra
S judem začínala na základní škole v rodném Suwa. Po skončení střední školy Šuho v Macumoto se od roku 2001 připravovala v profesionálním judistickém týmu pojišťovny Mitsui Sumitomo Insurance (MSI) pod vedením Hisaši Janagisawy a jeho asistentů. V japonské ženské reprezentaci se pohybovala od roku 2002 v polostřední váze do 63 kg jako sparingpartnerka své týmové kolegyně Jošie Uenové. Do užšího výběru reprezentace se propracovala s přestupem do nižší lehké váhy do 57 kg v roce 2007. V roce 2009 využila výborné formy k vítězství na prestižním Kano Cupu. Sportovní kariéru ukončila v roce 2011.

### Vítězství
- 2002 - 1x světový pohár (Sofia)
- 2005 - 1x světový pohár (Praha)
- 2009 - 1x světový pohár (Kano Cup)

## Výsledky
| Turnaj            | 2007       | 2008       | 2009       | 2010       |
| Turnaj            | 25         | 26         | 27         | 28         |
| Turnaj            | lehká váha | lehká váha | lehká váha | lehká váha |
| ----------------- | ---------- | ---------- | ---------- | ---------- |
| Olympijské hry    |            | —          |            |            |
| Mistrovství světa | —          |            | —          | —          |
| Asijské hry       |            |            |            | —          |
| Mistrovství Asie  | —          | —          | 2.         |            |